# Contract futures
Un contract futures este un angajament standardizat între doi parteneri, un vânzător și un cumpărător, de a vinde, respectiv de a cumpăra un bun (mărfuri, acțiuni, valute, aur etc) la un preț stabilit în momentul încheierii tranzacției și cu executarea contractului la o dată viitoare (future), numită scadență.  

Utilizat în întreaga lume, contractul futures este unul din cele mai populare instrumente de acoperire a riscului, asigurând
împotriva unei eventuale evoluții nefavorabile a pieței și a prețurilor.

## Cum funcționează?
Futures este un contract de vânzare-cumpărare a unui activ, la o dată ulterioară și la un preț negociat în momentul
semnării. Tranzacționând atât mărfuri, cât și alte instrumente financiare, el ajută la obținerea unui profit din specularea
corectă a diferenței de preț dintre un moment viitor și cel curent, nepresupunând neapărat livrarea fizică a produsului,
ci, de multe ori, doar plata acestei diferențe.
Ceea ce face acest contract să fie atât de popular este posibilitatea tranzacționării cu o investiție inițială mai mică
decât pe piața la vedere (spot). De exemplu, pentru a profita de mișcările de preț ale unui contract future, trebuie investită o sumă
echivalentă cu 20% din valoarea acesteia. În fond, esențială este capacitatea de a intui corect evoluția unor anumite prețuri
în timp.

## Avantaje
- Ai profit și la creșterea și la scăderea pieței.
- Investești mai puțin decât pe piața la vedere.
- Tranzacționezi pe indici internaționali și transparenți.